# 라다인키안티
라다인키안티(이탈리아어: Radda in Chianti)는 이탈리아 토스카나주 시에나도에 있는 코무네다. 피렌체에서 남동쪽 35km, 시에나에서 북쪽 15km 거리에 있다.

## 자매 도시
- 프랑스 생브리스